# 光寿
光寿（357年二月—360年正月）是十六国时期前燕政权前燕景昭帝慕容儁的第二个年号，共计4年。

## 纪年
| 光寿 | 元年  | 二年  | 三年  | 四年  |
| ---- | ----- | ----- | ----- | ----- |
| 公元 | 357年 | 358年 | 359年 | 360年 |
| 干支 | 丁巳  | 戊午  | 己未  | 庚申  |

## 同期存在的其他政权年号
- 中國
  - 升平（357年－361年）：东晋——晉穆帝司馬聃的年号
  - 建兴（355年－361年）：前凉政权——张玄靓年号
  - 寿光（355年－357年）：前秦政权——苻生年号
  - 永興（357年－359年）：前秦政权——苻坚年号
  - 甘露（359年－364年）：前秦政权——苻坚年号
  - 建国（338年－376年）：代政权——拓跋什翼犍年号

## 参見
- 中國年號索引